# Камусо (Бјела)
Камусо је насеље у Италији у округу Бијела, региону Пијемонт.
Према процени из 2011. у насељу је живело 61 становника. Насеље се налази на надморској висини од 577 м.